# Bois composite
 (septembre 2017).

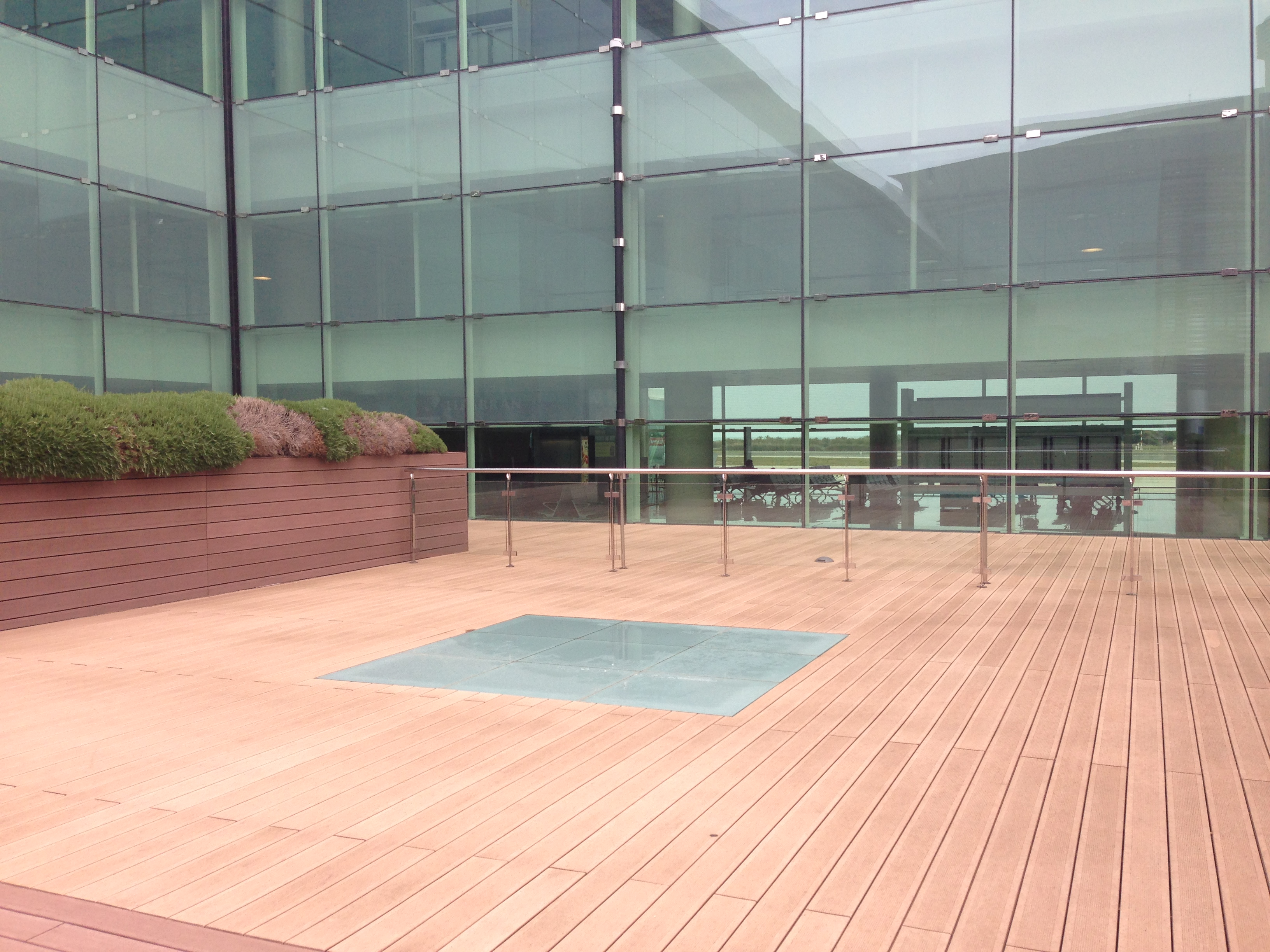
Aéroport Barcelone : 2000 m2 de terrasse en bois composite datant de 2009 (Silvadec)

Le bois composite ou wood plastic composite (WPC) est un matériau composite thermoplastique composé de fibres de bois et de résines plastiques. Conçu à l'origine pour se substituer aux essences de bois exotiques menacées, il est aujourd'hui souvent utilisé pour la réalisation de terrasses, plages de piscines, pontons et autres aménagements extérieurs durables, pour l'habillage ou l'isolation de façades ou la création de mobilier urbain et de mobilier intérieur.

## Fabrication
Les profilés en bois composite sont obtenus par extrusion ou parfois par moulage par injection, à partir de matières premières telles que du bois et des résines plastiques souvent issues du recyclage comme le polypropylène, polyéthylène ou polychlorure de vinyle. Ces polymères thermoplastiques constituent la matrice, qu'on associe à du bois ou à une autre fibre cellulosique qui constituent la charge. D'autres types de charges telles que les coques de riz peuvent être utilisées, mais pour des produits en général de qualité moindre. L'association de la matrice polymère et de la charge cellulosique se fait via l'adjonction d'additifs chimiques. Les proportions de fibres de bois et de résines varient selon le processus de fabrication et les caractéristiques recherchées.

## Propriétés
Tous les produits ne présentent pas les mêmes caractéristiques de résistance aux UV, aux insectes, aux taches, aux rayures ou encore en ce qui concerne les performances mécaniques.
La palette qualitative des bois composites est très large mais leur composition et leur mode de fabrication en font en général des matériaux imputrescibles, résistant aux intempéries, au soleil, aux champignons lignivores, aux termites (Isoptera) et au gel. C'est un matériau qui ne grise pas, ne contient pas d'échardes et qui résiste à la glisse. Teinté dans la masse depuis 1987, il existe aujourd'hui une large palette de coloris. Sa durée de vie est comparable à celle des bois exotiques. Il ne nécessite pas d'entretien particulier et devrait pouvoir être recyclé à l'infini. La plupart des bois composites sont non toxiques, dès lors qu'ils ne contiennent ni colle, ni formaldéhyde[réf. nécessaire]. À l'inverse des bois classiques, ils sont sans nœuds.
Du fait de ces caractéristiques, les terrasses en bois composite ont une durée de vie d'environ 25 à 30 ans pour des bois composites de qualité supérieure.

## Historique
Au début du XXe siècle apparaissent des matériaux composites thermodurcissables mais à l'inverse du procédé de fabrication du bois composite, le procédé de fabrication interdit la recyclabilité du matériau. Les thermodurcissables ne peuvent être classés comme bois composites ou WPC (Wood Plastic Composites).
Au cours des années, la multitude des fabricants font progresser les technologies et offrent au marché actuel des produits munis de performances inégalées telles que les lames pleines micro-cellulaires, antistatiques, d'une résistance mécanique accrue ou munies d'une âme brevetée offrant de très faibles taux de dilatation. 
En 2002, la co-extrusion est introduite aux Japon, elle consiste en l'extrusion simultanée de 2 couches de bois composite de sources différentes. 
En 2006 la triple extrusion inventée et brevetée au Japon permet la mise sur le marché de produits issus d'une nouvelle technologie encore plus performante :  les produits bois hybrides (WHS). Ces dernières technologies permettent la création de profilés structurels et supplantent progressivement les bois composites dans toutes les applications y compris le decking. 
Ces avancées technologiques majeures permettent d'amoindrir  le poids du profilé tout en en augmentant sa résistance à la flexion ainsi que sa stabilité dimensionnelle. Bien moins sensibles à l'eau que les WPC, les bois hybrides ou Wood Hybrid Systems (WHS) restent une exclusivité nippone et permettent de fusionner une peau de bois composite sur un noyau en aluminium. Cette technologie de pointe est particulièrement appréciée pour la production de profilés légers et structurels, destinés à l'habillage de façade, de brise soleil ou pour la création de mobiliers en extérieur. 

### Années 1990-2000: Début sur le marché américain
Au début des années 1990, A.E.R.T et l’entreprise Mobil Chemical Company qui plus tard deviendra Trex, ont commencé à extruder des produits composites constitués d'environ 50 % de fibre de bois et de 50 % de polyéthylène. Il s’agissait pour la plupart de planches de terrasses solides. Environ au même moment, la société Andersen Corporation commence à faire des produits  en bois composite à base de PVC tels que des profils de portes ou des cadres de fenêtre. 
Au cours des années 1990, le marché du bois composite prend son essor aux États-Unis et connaît un développement considérable sans discontinuer (50 000 tonnes produites en 1992 contre 300 000 tonnes en 2000, 1 million de tonnes en 2010).
Le bureau d’études américain Strandex met au point en 1994 une formulation brevetée, conférant aux produits finaux de nombreux avantages : résistance naturelle face aux agressions biologiques et à l’humidité, couleurs durables, faible entretien, mise en œuvre facile et rapide, absence d’échardes, imputrescibilité, bonne résistance à la glisse.
Cette décennie dans le bois composite est marquée par les brevets nord-américains déposés par AERT en 1992, Strandex Corporation en 1994, Andersen Corporation en 1996, Trex et Crane en 1998, Crane encore et Nexwood en 1999.
Tous ces brevets ont permis l’amélioration des propriétés mécaniques du bois composite ainsi que l’amélioration de la compatibilité de la charge avec la matrice polymère grâce à de meilleurs agents de couplage.

### Années 2000-2015: essor du marché européen
Lame et pellicule sont extrudées simultanément de façon à obtenir un produit multicouche. Imperméable, la surface de la lame possède une sorte de vernis protecteur pour une stabilité supérieure du produit.
Ces produits offrent comme avantage d’être encore plus faciles à nettoyer.
De 2010 à 2015, la demande pour le bois composite progresse aussi bien chez les particuliers que pour les installations publiques tels que les aéroports, les marinas, les hôtels alors qu'au Japon les lieux publics sont principalement équipés de bois composites très évolués … La concurrence devient de plus en plus vive et de nombreux fabricants apparaissent sur le marché et exportent en Europe. 
Les fabricants développent leurs gammes et multiplient les applications : développement de la clôture, du bardage, des garde-corps et lancement de nombreux accessoires décoratifs et fonctionnels qui complètent les gammes de produits. 

### Années 2015-2020
Le marché de la terrasse en France reste largement dominé par les lames pleines en bois composite brut.
D’autres secteurs commencent à être investis, notamment le secteur de l’ameublement, pour du mobilier de bureau fabriqué à partir de plastique, mais aussi dans le domaine de la menuiserie grâce au développement de finitions performantes. L’Amérique du Nord reste aujourd’hui le plus gros marché au monde pour ces produits en bois composite. 

Le bois composite, dans sa forme initiale ne peut  être employé comme élément de structure, ses propriétés mécaniques ne le permettant pas. Cependant en 2008 sont apparus au Japon des profilés structurels, issus de la technologie de la triple extrusion, et permettant au bois composite rigidifié par un noyau souvent métallique, d'être mis en œuvre comme profilé structurel (voir bois composite hybride). 

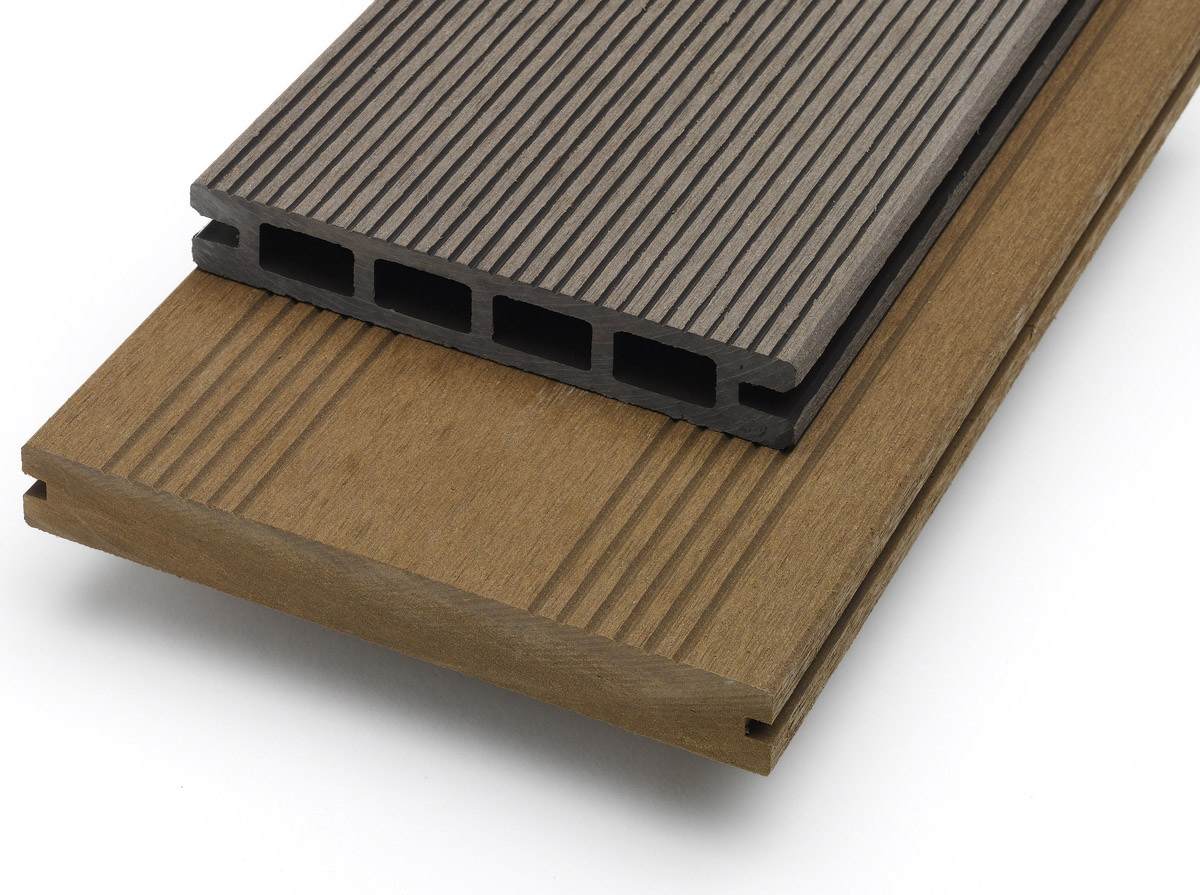
Profilés 2e génération et micro-cellulaire de 3e génération (Geolam)

## Applications
La caractéristique imputrescible du bois composite est particulièrement appréciée en présence d'eau : piscines, marinas et aménagements extérieurs exposés aux intempéries.
Le bois composite teint dans la masse et traité anti-UV avant extrusion procure une stabilité esthétique dans le temps : plusieurs dizaines d'années sans traitement ultérieur. Ces caractéristiques de bonne tenue au soleil et aux intempéries, sa nature imputrescible, ainsi que ses propriétés isolantes, thermiques et phoniques, font du bois composite un matériau de plus en plus utilisé pour l'habillage des façades en extérieur et de panneaux à l'intérieur. Façades à claire-voie, bardages, persiennes, panneaux, garde-corps exploitent les caractéristiques spécifiques du bois composite, pour la construction neuve comme pour la réhabilitation.
Le marché nippon de la construction devient un consommateur remarqué de composite et reste à la pointe de la technologie. Choisi pour ses possibilités élevées de recyclage, le composite devient un matériau innovant mis en œuvre pour la fabrication d'éléments de coffrage. D'importants sites de fabrication seront implantés au cœur des mégapoles comme Tokyo par exemple afin de minimiser l'empreinte carbone et d'améliorer ainsi le bilan écologique lié à la fabrication de ces éléments qui encore récemment, étaient constitués exclusivement de bois.

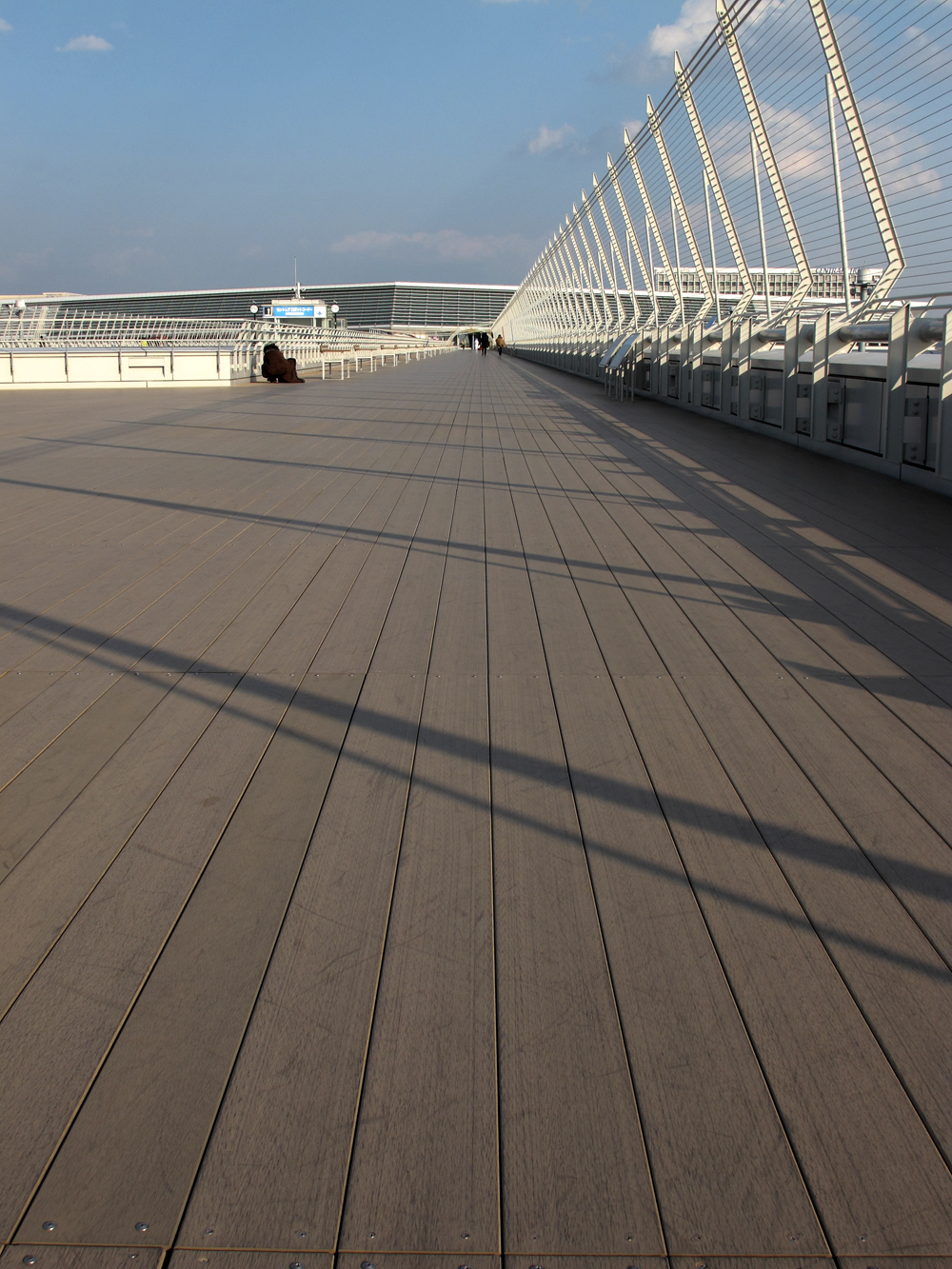
2004 : 8 000 m2 de deck panoramique, aéroport de Nagoya
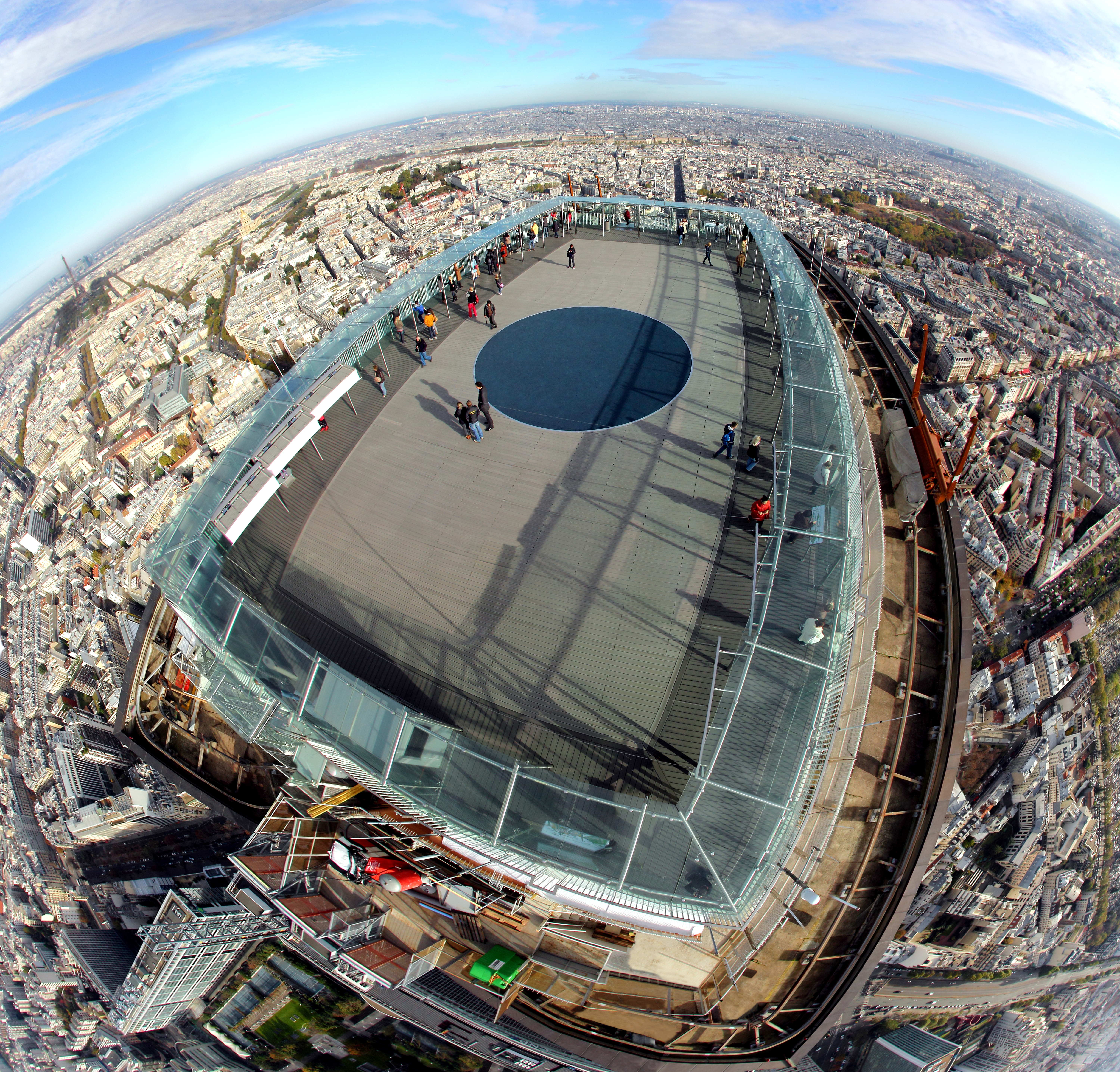
800 m2 de deck, la tour Montparnasse, 2012
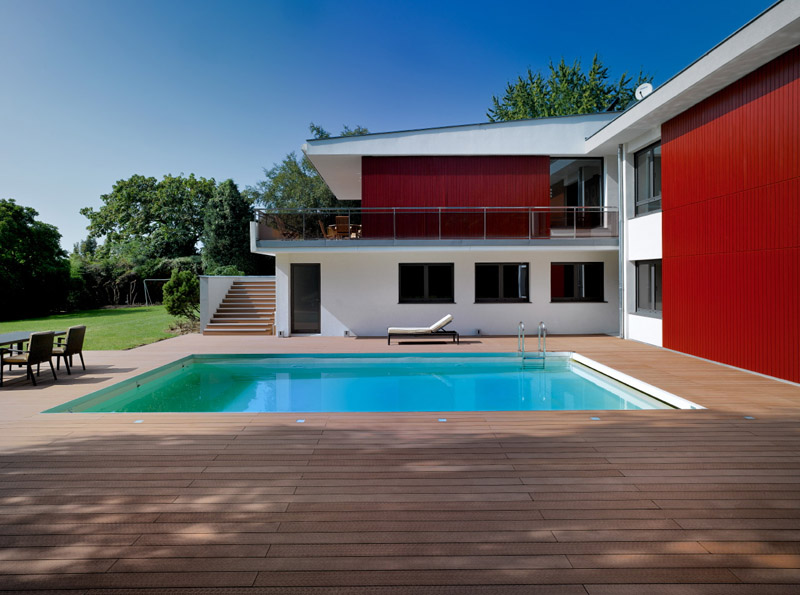
Plage de piscine en bois composite
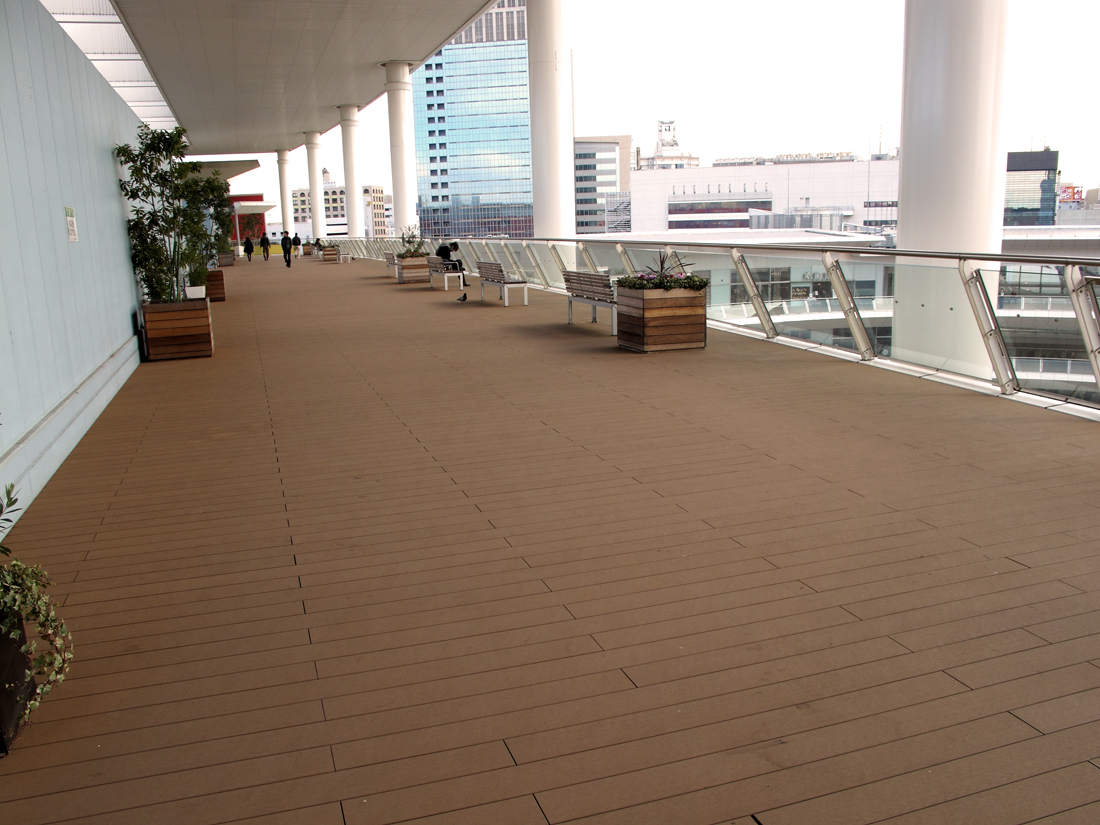
Centre commercial au Japon, 4 000 m2 de platelage en composite
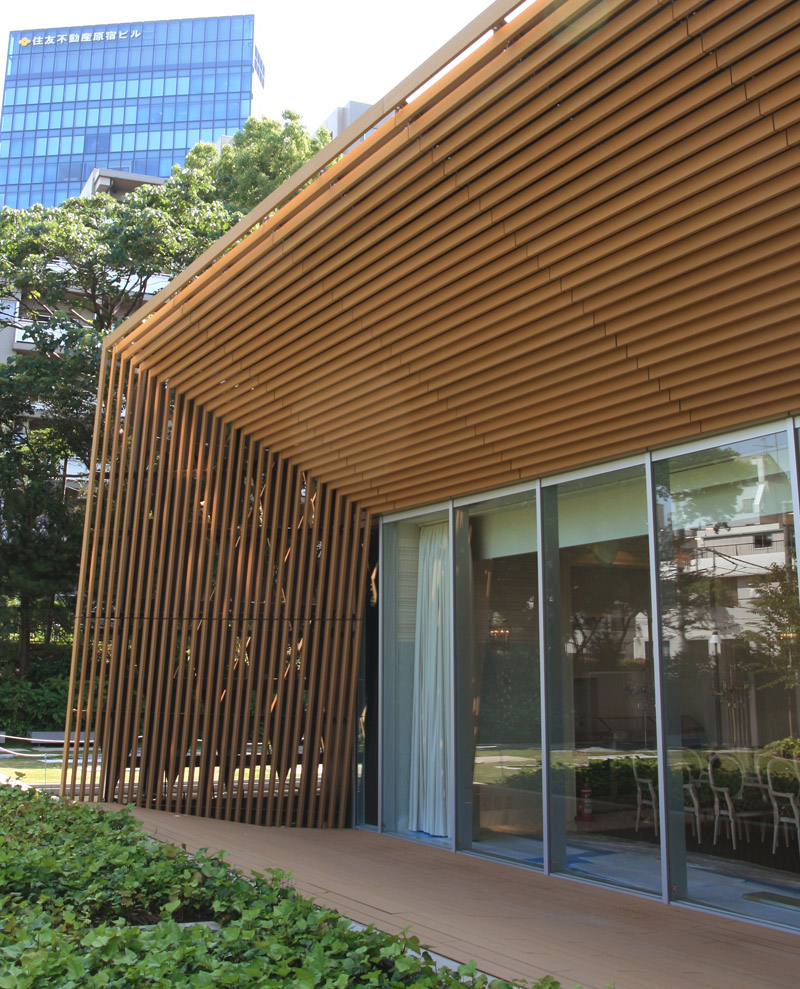
Persiennes en bois composite

## Environnement
Le bois composite, dès lors qu’il est constitué de bois et de plastiques entièrement recyclés, contribue activement à la lutte contre la destruction des forêts tropicales aujourd'hui menacées. Son mode de fabrication participe à l'écoulement de produits bois et résines plastiques issus des filières de recyclage qui sont de plus en plus structurées en Europe. Il s'agit d'un dispositif de l'ADEME, visant à soutenir financièrement l'intégration de matières plastiques recyclées par les plasturgistes ou transformateurs. Ce dispositif comporte également des aides aux études et à l’investissement pour adapter les processus de fabrication à l’utilisation de matières plastiques issues du recyclage. Silvadec, leader européen, en est un bénéficiaire.
La grande majorité des labels écologiques, tels que le Green Label de Singapour, proscrivent l'utilisation de composants toxiques tels que les métaux lourds pour l'homme. Les producteurs de bois composite labellisés participent donc aux enjeux mondiaux du développement durable surtout si leurs produits se révèlent être à 100 % recyclables.
Particulièrement en pointe en matière d'écologie et forts de leur expérience, les industriels européens du secteur montrent l'exemple en se soumettant volontairement à un cahier des charges exigeant. Ce cahier des charges comprend la certification ISO 14001. Certains d'entre eux vont même jusqu'à mettre en place des dispositifs de récupération des chutes de bois composite sur les chantiers pour ensuite les recycler à l'instar de Silvadec et de son programme « Ecobox ». La certification PEFC est aussi présente dans ce cahier des charges. Elle assure le fait que les bois utilisés sont non traités et proviennent de forêts gérées durablement.
Outre l'Europe, le label Eco Mark5, notamment, délivré par l'Association japonaise de l'environnement et membre du Global Ecolabelling Network (GEN) 6, atteste de faible empreinte carbone et l'innocuité pour l'homme de la totalité des composants utilisés, strictement contrôlés avant utilisation. La norme sévère JIS A 5741 encadre encore davantage la fabrication de bois composites constitués de matières premières d'origine recyclée. Elle est issue par le Comité des Standards Industriels7 et répond aux standards industriels japonais (Japanese Industrial Standard).